# Coquainvilliers
Coquainvilliers (kɔ.kɛ̃.vi.ljeⓘ) es una comuna francesa situada en el departamento de Calvados, en la región de Normandía.

## Demografía
| 415 | 427 | 523 | 669 | 712 | 765 | 844 |
| Para los censos de 1962 a 1999 la población legal corresponde a la población sin duplicidades (Fuente: INSEE [Consultar]) |     |     |     |     |     |     |